# Insolentipalpus ochreopunctata
Insolentipalpus ochreopunctata là một loài bướm đêm trong họ Noctuidae.